# William Walsh (archevêque de Halifax)
Pour les articles homonymes, voir Walsh et William Walsh.
William Walsh, né le 7 novembre 1804 à Waterford (Irlande) et mort le 11 août 1858 à Halifax (Canada), est un écrivain et prélat catholique irlandais.
Après douze ans de prêtrise en Irlande, il est nommé évêque coadjuteur de Halifax, au Canada, en 1841. Mais de nombreux différends naissent entre lui et l'évêque du lieu, William Fraser. Ces querelles et la mauvaise gestion de ce trop grand diocèse mènent à sa division territoriale en 1844. Walsh hérite alors du siège qui est finalement élevé au rang d'archidiocèse en 1852.

## Biographie

### Jeunesse
Né le 7 novembre 1804, William est le fils aîné des 14 enfants de Joseph Walsh.
Il entre tout d'abord au St John’s College de Waterford, puis poursuit ses études au séminaire de Maynooth. Il est ordonné prêtre le 25 mars 1828, en l'église Holy Trinity de Waterford.
Pendant ses douze premières années de sacerdoce, il exerce les fonctions de vicaire à Clontarf et à Kingstown, et est nommé vicaire apostolique de Calcutta, charge qu'il n'exercera en réalité jamais. Parallèlement, il est très actif en tant que confesseur, prédicateur et vient régulièrement en aide à ses paroissiens.

### Épiscopat

#### Une nomination polémique
En 1841, des représentants des catholiques irlandais du diocèse de Halifax craignent que William Fraser, qui habite à Antigonish, ignore leurs besoins : ils proposent alors la nomination de  Walsh comme évêque coadjuteur. C'est ainsi que, le 15 février 1842, le pape Grégoire XVI le nomme évêque titulaire de Maximianopolis-en-Palestine (de) et coadjuteur de Halifax. Il est alors consacré le 1er mai suivant en Irlande, par Daniel Murray. Mais peu après son sacre, treize prêtres de la Nouvelle-Écosse rejettent les accusations des représentants de catholiques et critiquent la nomination faite sans consultation de Fraser. Walsh écrit immédiatement au Saint-Siège pour remettre sa démission au pape, mais celle-ci est refusée.
Il prend alors rendez-vous avec Fraser qui l'accueille « avec la plus grande bienveillance ». Mais son arrivée empire les choses et les catholiques du diocèse se divisent : une partie se range sous l’autorité de Fraser tandis que l'autre partie, composée d'importants marchands et d'hommes de professions libérales irlandais, sont favorables à la présence du coadjuteur. Fraser lui confie la direction des affaires temporelles.
Pendant un an et demi, Walsh essaie de rester neutre et, conformément aux instructions qu'il a reçues, il s'occupe des revenus ecclésiastiques : il fait ériger une église et une chapelle à Halifax, veille à la mise en place d'un nouveau cimetière et réforme l'administration du St Mary’s College. Pendant toute cette période, il vit dans une chambre d'hôtel car ni Fraser ni son vicaire ne souhaitent qu'il réside au presbytère.

#### Division du diocèse
Tout en essayant de trouver un compromis avec Fraser et son vicaire général, Walsh considère que l'évêque est « inapte à faire face à la situation ou à pourvoir aux nombreux besoins de [son] grand diocèse » et demande à la Congrégation de Propaganda Fide de diviser le diocèse et de confier à Fraser l'extrémité est de la province et à lui-même l’autorité sur le reste du territoire.
Le 3 mars 1844, Walsh se rend au Vatican pour régler la situation. Fraser est d'accord sur la nécessité de séparer le diocèse mais pas sur la façon de répartir le territoire. Enfin, le 22 septembre, le diocèse est divisé « selon les limites proposées par Mgr Fraser ». C'est ainsi que, le 20 juillet 1845, Fraser devient évêque d’Arichat tandis que Walsh est nommé évêque de Halifax. Il fait alors construire de nouvelles écoles, engage un plus grand nombre de prêtres, permet l'établissement des Sœurs de la charité de Rosanna McCann et des Religieuses du Sacré-Cœur, notamment dans le but qu'elles assurent l'éducation des enfants.

#### Élévation en archidiocèse
Le 4 mai 1852, après la mort de Fraser, Walsh est nommé archevêque de Halifax et métropolitain de la province ecclésiastique de la Nouvelle-Écosse qui vient d'être crée. De plus en plus présent au sein de Halifax et de sa province, il voyage beaucoup dans son archidiocèse et établit de nouvelles paroisses. Il écrit parallèlement des poèmes et d'importants ouvrages religieux qui sont publiés et diffusés à grande échelle. En 1854, il est nommé assistant au trône pontifical, comte romain et assiste à la proclamation du dogme de l'Immaculée Conception.
Walsh finit par tomber malade et s'éloigne ainsi quelque temps de la vie publique jusqu'à sa mort le 11 août 1858.